# 京都府道73号宮前千歳線
京都府道73号宮前千歳線（きょうとふどう73ごう みやざきちとせせん）は、京都府亀岡市を通る府道（主要地方道）である。

## 概要
京都府亀岡市宮前町を起点に亀岡市千歳町に至る亀岡市北部の東西を結ぶ幹線道路である。
かつては狭小な区間も多々存在したが、進行中のバイパス建設事業により改善されつつある。

### 路線データ
- 起点：亀岡市宮前町（国道372号交点）
- 終点：亀岡市千歳町（京都府道25号亀岡園部線交点）

## 歴史
- 1993年（平成5年）5月11日 - 建設省から、府道長谷八木線の一部・府道北ノ庄千代川停車場線の一部・府道出雲千代川停車場線の一部が宮前千歳線として主要地方道に指定される[1]。

## 路線状況

### 重複区間
- 京都府道405号郷ノ口余部線（亀岡市馬路町砂取 - 亀岡市馬路町高田）

## 地理

### 通過する自治体
- 亀岡市

### 交差する道路
- 国道372号 篠山街道（亀岡市宮前町、起点）
- 京都府道452号長谷八木線（亀岡市千代川町北ノ庄上条）
- 京都縦貫自動車道 千代川IC
- 国道9号 山陰道（亀岡市千代川町千原）
- 京都府道405号郷ノ口余部線（亀岡市馬路町砂取）
- 京都府道405号郷ノ口余部線（亀岡市馬路町高田）
- 京都府道25号亀岡園部線（亀岡市千歳町千歳垣内、終点）

### 沿線にある施設など
- 亀岡宮前郵便局
- 亀岡市立青野小学校(閉校)
- 佐々尾神社
- 宝林寺
- 神前簡易郵便局
- 地球環境こども村役場
- 造型村・ヴァージナルアート
- 亀岡市国際交流センター
- 亀岡国際広場球技場
- 社会福祉法人徳雲福祉会 千代川保育園
- 千代川駅
- 亀岡市営月読橋球技場
- 京都府立南丹高等学校
- 長林禅寺
- 亀岡市立川東保育所
- 亀岡馬路郵便局
- 千歳車塚古墳
- 出雲大神宮